# Venturosa
Venturosa es un municipio brasilero del estado de Pernambuco. Administrativamente, el municipio es formado por los distritos sede y Grotão y por los poblados de Ingazeira y Tara Velho. 
Se localiza a una latitud 08º34'29" sur y a una longitud 36º52'27" oeste, estando a una altitud de 530 metros. Su población estimada en 2007 era de 15.576 habitantes.

## Relieve
El municipio se encuentra en la Meseta de la Borborema -rocas de composición cristalina que engloban el subgrupo de rocas metamórficas-, con dominio hidrogeológico totalmente del tipo Fissural, ideal para la confección de pozos tubulares para captación de agua subterránea.

## Vegetación y Clima
La vegetación es compuesta por la caatinga hipoxerófila.
La media pluviométrica anual es de 509,8 mm, con 89,4% (455,8 mm) de la lluvia cayendo en el período más húmedo.

## Hidrografía
El municipio se encuentra en los territorios de la Cuenca Hidrográfica del Río Ipanema. Sus principales tributários son los ríos Ipanema, de los Bois y Cordeiro, y los riachos del Medio, Carrapateira, de la Luiza, de las Cabeceiras, Chã de Souza, de la Piedra Fija y Simão. Todos los cursos de agua son intermintentes. 
El municipio cuenta aun con el represa Ingazeira, con capacidad de acumulación de 4.800.000 m³, regularizando 2.030.400 m³ con un 80% de garantía (atención a la piscicultura y emprendimientos agropecuários) y 1.838.400 m³ con un 95% de garantía (abastecimiento humano).